# Chrysoprasis nymphula
Chrysoprasis nymphula là một loài bọ cánh cứng trong họ Cerambycidae.